# Carol Twombly

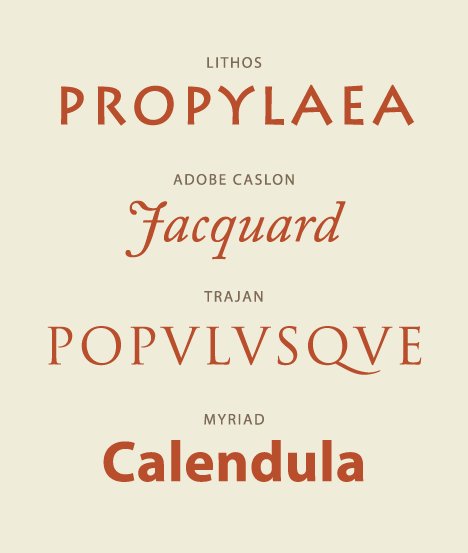
Beispiele für von Carol Twombly entworfene Schriften

Schriftbeispiel der Trajan

Schriftbeispiel der Myriad

Carol Twombly (* 13. Juni 1959 in Concord, Massachusetts, USA) ist eine amerikanische Designerin und Schriftgestalterin. Von 1988 bis 1999 arbeitete sie – teils in verantwortlicher Position – als Schriftdesignerin bei Adobe Systems. Während dieser Zeit entwarf sie zahlreiche Schriften – darunter Trajan, Myriad und Adobe Caslon – oder trug zu deren Gestaltung bei.

## Biografie
Carol Twombly wurde am 13. Juni 1959 in Concord, Massachusetts, geboren. Sie studierte an der Rhode Island School of Design (RISD) in Providence – zunächst Bildhauerei, später dann im Hauptfach Grafikdesign. Gerard Unger, der während Twomblys Studienzeit als Gastdozent an der RISD unterrichtete, war einer derjenigen, der ihr Interesse für Typografie weckte. An der kalifornischen Stanford University war Twombly eine von nur fünf Absolventen des kurzlebigen Programms für digitale Typografie, die einen Master of Science in Informatik und typografischem Design erlangten. Ihre Professoren Charles Bigelow und Kris Holmes, in deren Studio sie arbeitete, inspirierten sie und förderten ihr Interesse an Typografie weiter. Obwohl der auf zwei Jahre angesetzte Kurs lediglich einmal stattfand (1982 bis 1984), bedeutete er für Twombly eine Art Türöffner hinein in den Kreis der professionellen Schriftgestalter. Nach Abschluss ihres Studiums arbeitete sie unter der Ägide von Bigelow und Holmes am Ausbau von deren Schriftfamilie Lucida mit.
Zusammen mit ihrem Studiumskollegen Dan Mills stieß Carol Twombly 1988 als Neuzugang zur Adobe-Schriftentwicklungsabteilung. Eines ihrer ersten Projekte dort war die Trajan – eine historische Schrift im Stil der römischen Capitalis monumentalis. Zu diesem Zweck studierte sie die Inschriften auf der römischen Trajanssäule und transferierte deren Zeichen in ein modernes digitales Design. Eine weitere historische Schrift war die Charlemagne. Als Quelle für deren – im Stil karolingischer Versalschriften gehaltenes – Gesamtbild diente eine alte angelsächsische Niederschrift, der Benedictional of Saint Æthelwold in der British Library. Eine weitere Adobe-Schrift, in der sich Twomblys Interesse an Kalligrafie, historischen Schriftvorbildern sowie Paläographie niederschlug, war die Lithos – ein Schrift-Zeichensatz, der sich in allgemeiner Form an antiken griechischen Vorbildern orientierte.
Auf eine ähnlich Weise ging sie bei der Erstellung ihrer Textschriften vor – etwa der 1990 entstandenen Adobe Caslon, bei der historische Originaldrucke von William Caslon als Vorlagen dienten. Zwei weitere Serifenschriften waren die 1994 entstandene Nueva und die im Gesamt-Erscheinungsbild ähnlich daherkommende Chaparral von 1997. In enger Zusammenarbeit mit Adobes Chef-Schriftdesigner Robert Slimbach entwickelte sie die Myriad – eine serifenlose Textschrift, die gleichzeitig einer der ersten Multiple Master Fonts war, welche Adobe auf den Markt brachte. Obwohl die Myriad bald zu einer der erfolgreichsten Adobe-Schriften überhaupt avancierte, konnte sich die Multiple-Master-Technologie mit den durch sie ermöglichten Schriftbild-Modifikationen seitens der End-User nicht dauerhaft durchsetzen.
Ein weiteres Projekt, dass Twombly während ihrer Zeit bei Adobe auf den Weg brachte und verantwortlich leitete, war die Schriftkollektion Adobe Wood Type Revival. Unter Twomblys Ägide entstanden Anfang der 1990er vierzehn Schmuck- und Display-Schriften, die auf historischen Holzletter-Vorbildern aus dem 19. Jahrhundert basierten. Twomblys eigene Beiträge zu dieser Reihe bestanden in der grafischen Mitarbeit bei Gestaltung und Finalisierung der drei Layer-Schriften Pepperwood, Rosewood und Zebrawood.
Anfang 1999 zog sich Twombly bei Adobe und aus dem Schriftdesign zurück, um sich auf ihre anderen Designinteressen zu konzentrieren. In einer Rede im Jahr 2014 nannte sie eine Reihe von Gründen für diese Entscheidung, darunter mangelndes Interesse an der Gestaltung von Schriften für die Bildschirmdarstellung sowie das Scheitern von Adobes Multiple-Master-Font-Technologie. Seither arbeitet sie als unabhängige Künstlerin, die sich auf Zeichnen, Malen auf Textilien, Perlenstickerei sowie Korbflechten spezialisiert hat.

## Auszeichnungen und Resonanz
In ihrem ersten internationalen Schriftdesign-Wettbewerb erhielt Twombly 1984 den Morisawa-Goldpreis für ihr Schriftdesign. In der Folge lizenzierte und vermarktete der japanische Schrifthersteller Morisawa Ltd. als Sponsor des Wettbewerbs ihren Beitrag als Mirarae-Schrift. 1994 gewann sie den Prix Charles Peignot der Association Typographique Internationale (ATypI) – als erste Frau und zweite Amerikanerin, welche diesen Preis für einen vielversprechenden Schriftdesigner unter 35 Jahren erhielt.
2016 veröffentlichte die Grafikdesignerin und Typo-Bloggerin Nancy Stock-Allen unter dem Titel Carol Twombly: Her Brief but Brilliant Career in Type Design ein Buch, welches die Entstehungsweise von Twomblys Schriften sowie ihre seinerzeitige Rolle im Gefüge der Adobe-Schriftentwicklungsabteilung porträtiert. Die Typedesign-Archivseite Fonts in Use führt für ihre Schriften zahlreiche Verwendungsbeispiele auf – wobei die drei Schriften Adobe Caslon, Myriad und Trajan mit 78, 42 und 37 Beispielen mit Abstand oben rangieren.

## Schriften von Carol Twombly
- Adobe Caslon (1990)
- Californian FB (1994, mit David Berlow, Font Bureau)
- Chaparral (1997)
- Charlemagne (1989)
- Lithos (1989)
- Mirarae (1984)
- Myriad (1991, mit Robert Slimbach)
- Nueva (1994)
- Trajan (1989)
- Viva (1993)